# Dieta d'Atkins
La dieta d'Atkins, oficialment anomenat el Mètode nutricional d'Atkins, és una dieta baixa en carbohidrats promoguda per Robert Atkins d'un treball d'investigació que ell llegia en el The Journal of the American Medical Association, publicat per Alfred W. Pennington, i titulat "Weight Reduction" ("Reducció de Pes"), publicat en de 1958.
Atkins va utilitzar l'estudi per resoldre el seu propi sobrepès. Més tard es va popularitzar el mètode en una sèrie de llibres, començant amb el Dr. Atkins' Diet Revolution el 1972. En el seu segon llibre, el Dr. Atkins' New Diet Revolution (2002), va modificar parts de la dieta, però no va alterar els conceptes originals.
The New Atkins for a New You (2010) es basa en una àmplia gamma de nova informació obtinguda en l'última dècada (i, per tant, no inclosa en les edicions anteriors), incloent aliments rics en nutrients. The New Atkins for a New You Cookbook va ser publicada el 2011 per Colette Heimowitz per proporcionar a persones que fan dieta unes receptes senzilles i baixes en carbohidrats.

## Naturalesa de la dieta
La dieta consisteix en el consum limitat de carbohidrats per canviar el metabolisme de la glucosa, obtenint-la a partir del greix corporal, que emmagatzema l'energia. Aquest procés, anomenat cetosi, comença quan els nivells d'insulina són baixos; en els éssers humans normals, la insulina és més baixa quan els nivells de glucosa a la sang són baixos (sobretot abans de menjar). La reducció dels nivells d'insulina indueixen la lipòlisi, que consumeix el greix per produir cossos cetònics. D'altra banda, els carbohidrats calòrics (per exemple, glucosa o midó, aquest últim fet de cadenes de glucosa) afecten el cos mitjançant l'augment de sucre en la sang després del consum de fibra. La fibra per la seva baixa digestibilitat, proporciona poca o cap energia en els aliments i no afecta significativament els nivells de glucosa i insulina.

## Les quatre fases
Hi ha quatre fases en la dieta d'Atkins: inducció, pèrdua de pes, pre-manteniment i manteniment de per vida.

## Crítiques
Robert Eckel de l'Associació Americana del Cor diu que les dietes amb alt contingut de proteïnes i baixes en carbohidrats augmenten el risc de malalties del cor.
Una revisió de 2001 de Freedman et al. publicat a la revista Obesity Research va concloure que l'avantatge inicial d'una dieta baixa en carbohidrats va ser resultat d'una pèrdua de pes per l'augment de la pèrdua d'aigua, i que després del període inicial, les dietes baixes en carbohidrats produeixen la pèrdua de greix similar a altres dietes amb una ingesta calòrica similar.
El 2018 es va publicar un article a la reconeguda revista "The Lancet" en que després de seguir 15400 participants en l'estudi durant 25 anys van determinar que els participants que menjaven dietes baixes en carbohidrats tenien una vida més curta (4 anys) que la població que ingeria una dieta normal, i que fins i tot aquest grup tenia més risc de mort que els participants que ingerien una dieta alta en carbohidrats.